# پاول هاپال
پاول هاپال (چکی: Pavel Hapal؛ زادهٔ ۲۷ ژوئیهٔ ۱۹۶۹) بازیکن فوتبال اهل جمهوری چک بود.
از باشگاه‌هایی که در آن بازی کرده‌است می‌توان به باشگاه ورزشی تنریف، دوکلا پراگ، باشگاه فوتبال اسپارتا پراگ، باشگاه فوتبال بایر ۰۴ لورکوزن، و باشگاه فوتبال سیگما اولوموتس اشاره کرد.
وی همچنین در تیم‌های ملی فوتبال چکسلواکی و جمهوری چک بازی کرده‌است.